# めちゃイケナース
めちゃイケナースは、2000年7月、ソフィアが開発し、西陣が発売した女性看護師を主人公としたCR機または現金機デジパチ機。

## 概要
- いわゆるお色気路線のパチンコ機で、主人公のみゆきが人気を集めた。
- 目玉のある図柄など、前作『おばけらんど』を継承している。

## スペック
- 『CRめちゃイケナースS』
  - 大当たり確率 1/317（メーカー発表値）
  - 確率変動時大当たり確率 1/63.4
  - 確率変動割合 1/2 次回まで継続
  - 確率変動図柄「3、5、7、注射器、救急車、薬」
  - 通常図柄「1、2、4、6、8、9」
  - 賞球数 5&15 15R10C（20秒開放）
  - リミッター 256回の大当たり

- 『めちゃイケナースSV』
  - 大当たり確率 1/218.5（メーカー発表値）
  - 図柄「3、5、7」で150回、「注射器、救急車、薬」で100回、「1、2、4、6、8、9」で50回の時短
  - 賞球数 5&13 16R10C（20秒開放）

## 演出

### 予告
- 「背景スクロール」 虹、噴水、キャラが現れることがある。複合すると期待大だが、むしろ「噴水なし+キャラがいない」方が期待度が高い。
- 「ナースの家」 七色に変化すると大当たり確定のプレミア。
- 「キャラ系予告」 みゆき、じじい、救急車が登場する。
- 「図柄予告」 縮みスタート、すべり、逆すべりがある。

### リーチ
- 「ノーマルリーチ」
- 「担架リーチ」
- 「廊下リーチ」ナースの家に入り、発展。
- 「ふりふりリーチ」 みゆきがおしりをふりふりする。
- 「ぷるるんリーチ」 みゆきが胸をぷるるんする。
- 「どきどきリーチ」 ナースが振り返り、みゆきで大当たり、じじいの女装ならはずれ。
- 「聴診器リーチ」「脚気リーチ」「注射リーチ」「レントゲンリーチ」「電気ショックリーチ」発展すれば期待大。
- 「全回転リーチ」通常はずれから発展。

## 登場人物
- みゆき 本機の主人公のナース。だっちゅーのポーズをとったりと、ちょっぴりHなところがある。
- じじい みゆきにちょっかいをだす謎のじいさん。
- 医者 なぜか『パチンコ大賞』のおやじにソックリな医者。